# خوسيه ميغيل أوفييدو
خوسيه ميغيل أوفييدو (بالإسبانية: José Miguel Oviedo)‏ هو كاتب بيروفي، ولد في 1934 في ليما في بيرو.